# 中島布美子
中島 布美子（なかしま ふみこ）は日本生まれでメキシコと日本で活動しているイラストレーター。最初日本のギャラリーに彼女の作品のいくつかが展示されたが、その後はメキシコシティのコロニア・ローマに居を構えた。彼女の作品はコロニア・イポドロモ・コンデサのトロリーバスに使用されたことで知られいる。
1999年、メキシコを訪問し、死者の日を含むいくつかのメキシコ文化に触れ、フリーダ・カーロとディエゴ・リベラの芸術を学ぶ

## キャリア

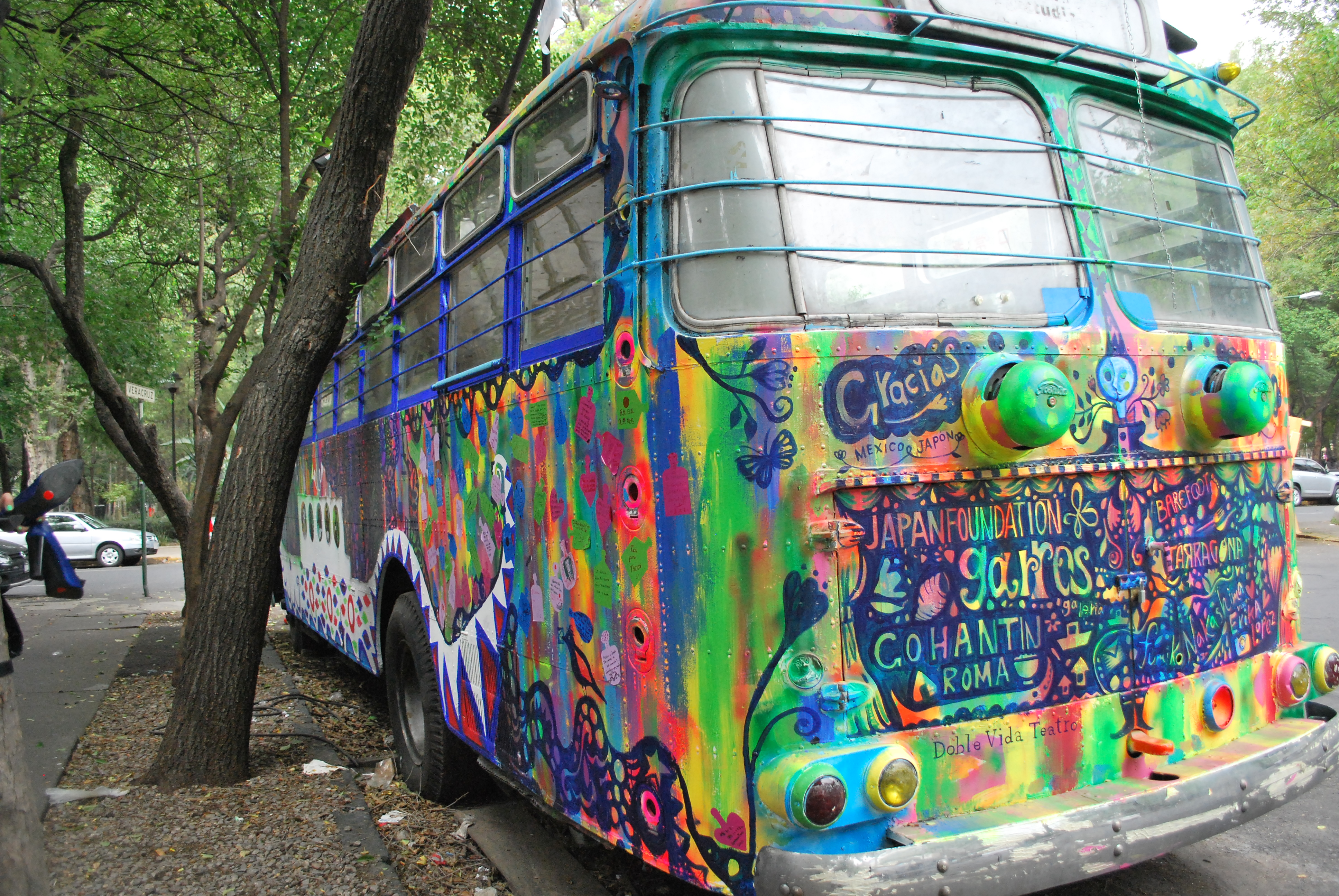
中島の作品「Doble vida」

2012年2月、中島は"doble vida"(="double life")と呼ばれる作品を制作した。これは、日本政府からメキシコに寄贈されたコロニア・ローマとコロニア・コンデサのトロリーバス (Trolleybuses of Roma–Condesa) のうちの1台に使用された（いわゆるラッピング）